# 格洛斯楚普

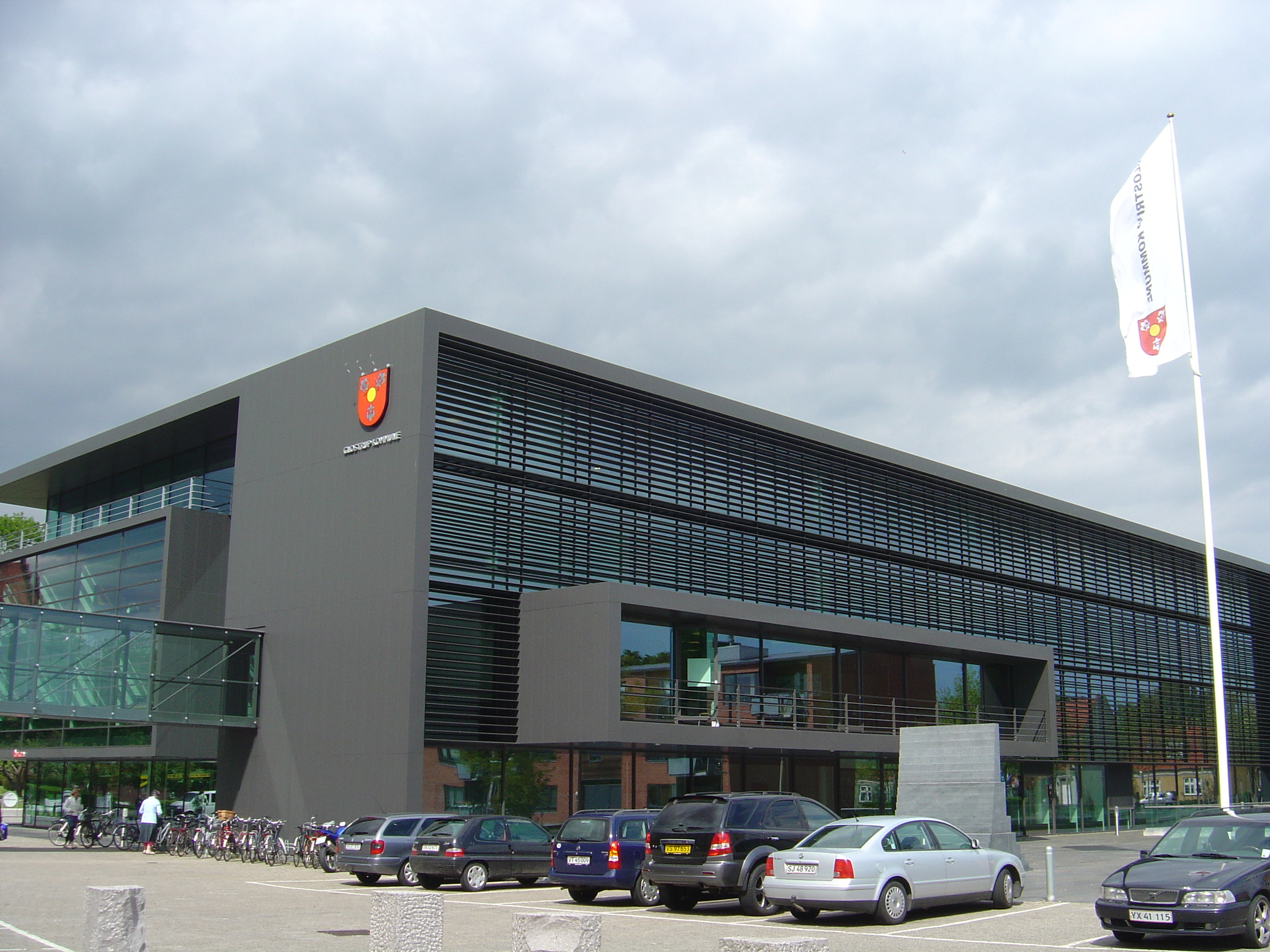
格洛斯楚普市政廳

格洛斯楚普（丹麥語：Glostrup）是丹麥的城市，位於首都哥本哈根西郊，截至2015年估計人口為22,357。在20世紀，格洛斯楚普從一個小型鐵路小鎮發展成為一個現代化的中產階級郊區。